# Pedra Rodona
El Pedra Rodona és una muntanya de 713 metres que es troba al municipi d'Alòs de Balaguer, a la comarca catalana de la Noguera.